# Vrtna ušicerejka
Vrtna ušicerejka (znanstveno ime Lasius niger, staro ime črna vrtna mravlja) znana tudi kot navadna črna mravlja iz poddružine Formicinae in rodu Lasius, je razširjena po celotni Evropi in v nekaterih delih Severne Amerike ter Azije. Evropska vrsta se je razdelila na dve vrsti; Lasius niger, ki jo lahko najdemo na odprtem svetu, medtem ko se L. platythorax nahaja v gozdnih habitatih. Vrsta je monogina, kar pomeni, da imajo kolonije po eno matico.
Kolonije vrtne ušicerejke lahko dosežejo velikost okrog 40.000 delavk, vendar v povprečju štejejo od 4.000 do 7.000 osebkov. Matica lahko živi tudi do 15 let, nekatere naj bi živele tudi do 30 let. Matice imajo lahko v začetkih snovanja nove kolonije v gnezdu tudi dve do tri druge matice. Med seboj se bodo tolerirale dokler se ne pojavijo prve delavke, potem se bodo najverjetneje borile dokler ne ostane samo ena matica. V nekaterih okoliščinah je mogoče, da je v koloniji več matic, ko se na primer dve bližnji gnezdi s širjenjem povežeta s tunelom.
vrtna ušicerejka je začasna gostiteljska vrsta za nekaj zajedavskih vrst mravelj iz skupine Lasius mixtus, vključno z Lasius mixtus in Lasius umbratus.

## Izgled
| Kasta          | Monogina |
| -------------- | --- |
| Matica         | 9 mm dolga, svetleče črne barve vendar se zdi, da ima rjave črte na zadku. Matica lahko doseže 6-9mm v dolžino in je manjša kot nova matica. Ko je matica oplojena si odstrani krila in prebavi letalne mišice za hrano čez zimo.                                                            |
| Samec          | 3.5–4.5 mm dolg, suh, črne barve. Matice jih začnejo izlegati šele ko se približujejo obdobje rojenja. Imajo temno svetleč telesa, ki se po obliki razlikujejo od delavk in skoraj spominjajo na oso. Imajo letalne mišice, ki izstopajo iz telesa. So 5-7mm dolgi in imajo občutljiva krila |
| Delavke        | 3–5 mm dolge, delavke so temne svetleče črne barve. Z rastjo kolonije se število delavk tekom generacij povečuje. |
| Major delavke  | Vrsta nima major delavk |
| Gradnja gnezda | Gnezda pod zemljo, po navadi pod kamni pa tudi v trhlem lesu |
| Prehrana       | nektar, majhne žuželke, sadje, "molzejo" listne uši |

## Življenjski krog

### Svatbeni leti
Mravlje se parijo med letom, "leteče mravlje" so torej samci in neodrasle/neoplojene samice. Znotraj celotne vrste Lasius niger se parjenje / svatbeni leti praviloma pojavijo okrog junija do septembra. V Severni Ameriki leti po navadi potekajo jeseni, medtem ko se v Evropi odvijajo med vročimi poletnimi meseci julija in avgusta. Svatbeni leti lahko štejejo tisoče krilatih samcev in samic.
Posebnosti lokalnih vremenskih vzorcev lahko povzroči, da se svatbeni leti zgodijo izven obdobja, ki je značilno za vrsto L. niger. Med dolgotrajnimi vročimi poletji se leti lahko zgodijo istočasno v celotni državi. Oblačno vreme z lokalnim sončnim vremenom pa ima za posledico manj enotno pojavljanje letečih osebkov.
Po uspešni paritvi samice pristanejo, odvržejo krila in začnejo iskati primeren kraj za izgradnjo rova. Samci pa za razliko od samic po navadi živijo samo dan ali dva po paritvenem letu in potem umrejo.

### Novo gnezdo
Potem, ko si matica odstrani krila, bo hitro poiskala vlažna tla in začela kopati rov. Ko bo rov izkopala bo njegov vhod zaprla ter se umaknila na dno. Kasneje bo izkopala majhno celico, ki bo služila kot klavstralna celica nove kolonije. Po navadi matica izleže prva jajčeca takoj ko zaključi z gradnjo celice, jajčeca se bodo izlegla po 8-10 tednih. Vse dokler se jajčeca ne izležejo in ličinke ne dosežejo odrasle stopnje, se matica vrste Lasius niger ne prehranjuje, ampak uporablja beljakovine, ki jih črpa s presnavljanjem svojih letalnih mišic. V nekaterih primeri lahko Lasius niger matica poje tudi lasten zarod/jajčeca da preživi.

### Od jajčeca do mravlje
Vrsta Lasius niger ima 4 stopnje razvoja: jajčece, ličinka, kokon in odrasel osebek. Lasius niger izleže drobna bela jajčeca, ki imajo obliko ledvice. Njihova površina je gladka in lepljiva, zato jih je mogoče prenašati več naenkrat in ne eno po eno. Iz jajčeca se, pri vrsti Lasius niger, izležejo ličinke ki spominjajo na drobne črve. Le-te mora hraniti matica ( v primeru odrasle kolonije pa delavke), da odrastejo. Ličinke s prehranjevanje rastejo ter se levijo, po navadi trikrat. Z vsako levitvijo ličinkam izrastejo kljukaste dlačice katere pomagajo da jih odrasle mravlje lahko prenašajo po več hkrati. Ko ličinke Lasius niger dosežejo zadnjo stopnjo levitve so po navadi prevelike da bi jih lahko prenašali v skupini in jih zato prenašajo posamično. Ko ličinka postane zadosti velika, se obda s kokonom. Da bi pomagala pri tem procesu lahko matica (ali delavke) ličinko zakopljejo, da se nemoteno zabubi in začne proces metamorfoze. Po končanem procesu iz kokona pride Lasius niger delavka. Na začetku je še povsem bela barve, vendar počasi postaja temna, v roku ene ure pa bo črna.

### Ustanovljena kolonija
V primerjavi s poznejšimi generacijami so prve delavke ki se pojavijo zelo manjše. Delavke začnejo takoj širiti gnezdo in skrbeti za matico ter zarod, v nadaljevanju tudi odprejo vhod v rov ter začnejo iskati hrano na površju. To je kritičen čas v življenju kolonije saj morajo delavke hitro nabrati hrano za nadaljnjo rast predvsem pa da nahranijo stradajočo matico, ki je v tem času izgubila 50% svoje telesne teže. Matica bo začela izlegati vse več jajčec kar bo postala njena edina naloga. Naslednje generacije delavk bodo večje, močnejše in bolj agresivne, ker bodo imele na stopnji ličinke več hranil. Začetni zarod, ki ga je hranila matica izključno s svojimi majhnimi viri, bo zelo manjši kot zarod ki ga bo hranila ekipa delavk nabiralk in negovalk. V kolikor so na tej stopnji delavke uspešne pri zagotavljanju hrane bo kolonija doživela eksponentno rast populacije. Po nekaj letih, ko je kolonija utrjena, bo matica izlegla jajčeca iz katerih se bodo razvile matice in samci. Črne potne mravlje po navadi delajo velika gnezda s široko mrežo rovov.

## Kot nadloga

### Na vrtu
Ta vrsta mravelj povzroča preglavice nekaterim vrtnarjem. "Molzejo" namreč listne uši in kaparje za t.i. mano ki jo le-te izločajo. Mravlje tudi prenašajo te zajedavce z rastline na druge zdrave rastline ter tako širijo vrtne škodljivce. Mravlje bodo jedle tudi zrelo sadje , še posebej sadje kot so vrtne jagode, ki nimajo debelega olupka ki jih bi varoval. Lasius niger so prehranjuje tudi z žuželkami in pajki, ter drugimi nevretenčarji.

### V domu
V začetnih poletnih mesecih črne potne mravlje na široko raziskujejo svoj okoliš, da bi zagotovile zadostno količino hrane za matico in njihov zarod, pa tudi za pripravo terena na poletni svadbeni let kolonije. V nekaterih primerih jih ta raziskovanja privedejo do kopanja rovov skozi malto med opeko. 